# سید محمد حسینی (نماینده تربت جام)
سید محمد حسینی (زادهٔ ۱۳۳۱ در تربت جام) نمایندهٔ حوزهٔ انتخابیهٔ تربت جام و تایباد در دورهٔ چهارم و دورهٔ پنجم مجلس شورای اسلامی بوده‌است.